# Teleprompter

Schematisk bild av en teleprompter för TV: 1) videokamera, 2) skärm, 3) textmonitor, 4) envägsspegel, 5) bilden på talaren, 6) bilden från textmonitorn.

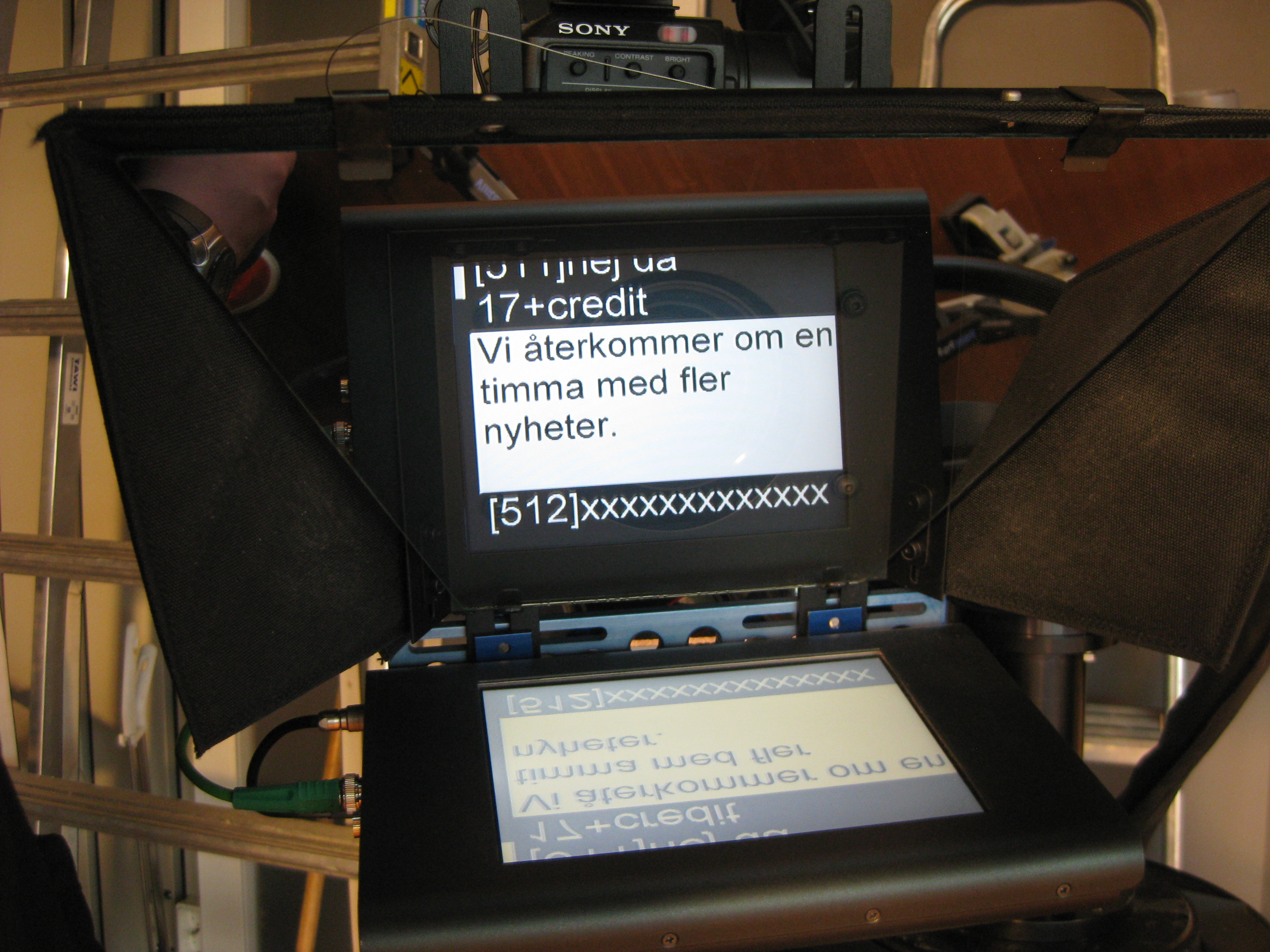
Teleprompter på Sveriges Television i Göteborg, här i Västnytts studio.

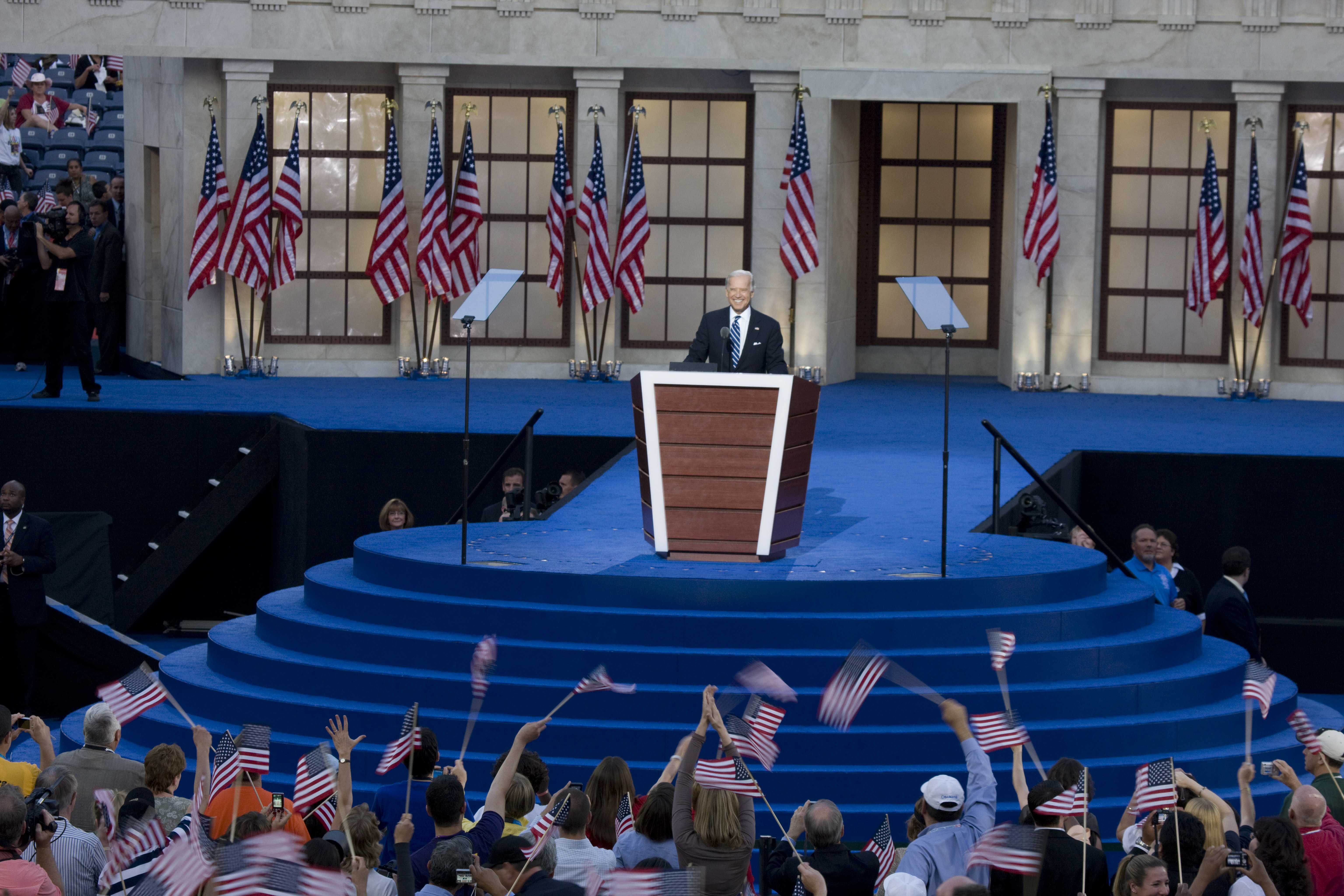
Joe Biden flankerad av två glastelepromptrar på Demokraternas kongress 2008. De två bildskärmar som förser glasskivorna med text är infällda i golvet bredvid glasskivornas stativ.

Teleprompter är en anordning vid en TV-kamera, som visar manustext för nyhetsuppläsare och andra talare. Visningen sker genom att en datormonitor reflekterar texten via en halvgenomskinlig glasskiva som vanligen är vinklad 45 grader. Vid användning är skivan framför TV-kameran, varför talaren kan läsa samtidigt som den tittar mot kameran.
Glasteleprompter är en variant av televisionsstudions teleprompter, främst avsedd för talare vid konferenser och dylikt. Det enda åskådarna ser är en lätt rökfärgad och vinklad glasskiva på ett stativ vid sidan av talaren. På en datorskärm infälld i golvet, eller sittande på foten av stativet, rullar manustexten fram och den reflekteras i glasskivan på så sätt att enbart talaren ser texten, medan åskådarna bara ser en glasskiva på ett stativ.
Systemet användes första gången vid amerikanska Demokratiska partiets kongress 1956, men det är först under 2000-talet som teknologin blivit allmänt använd, tack vare platta LED-datorskärmar som möjliggjort billigare och mer diskreta lösningar.